# Benelli M4
Benelli M4 là súng shotgun bán tự động của Ý sản xuất bởi công ty Benelli Armi SpA, đồng thời là mẫu thứ tư và cũng là mẫu cuối cùng của dòng súng shotgun bán tự động Benelli Super 90. M4 sử dụng cơ chế hoạt động độc quyền gọi là hệ thống "tự động điều chỉnh khí nén" hay còn gọi là ARGO, được tạo riêng cho vũ khí này. Được thiết kế vào năm 1998, M4 đã được các lực lượng vũ trang của Ý, Hoa Kỳ và Vương quốc Anh cùng nhiều nước khác áp dụng và đã được sử dụng trong nhiều cuộc xung đột.

## Lịch sử
Ngày 04/05/1998, Viện Nghiên cứu Phát triển Vũ khí Quân đội Hoa Kỳ và Trung tâm Kỹ thuật (ARDEC) tại Picatinny Arsenal, New Jersey đã yêu cầu có một khẩu shotgun bán tự động, bắn đạn 12 gauge mới để trang bị cho quân đội Mỹ. Để đáp ứng yêu cầu này, công ty sản xuất vũ khí lừng danh của nước Ý - Benelli Armi SPA đã thiết kế và sản xuất mẫu Benelli M4 Super 90 Combat Shotgun.
Đến ngày 4/8 cùng năm, mẫu M4 được chuyển giao cho trung tâm Aberdeen Proving Ground ở Maryland. Sau một thời gian thử nghiệm cường độ cao, khẩu shotgun M4 đã đánh bại tất cả các đối thủ cạnh tranh trong chương trình này. Vào đầu năm 1999, ARDEC trao hợp đồng M1014 Joint Service Combat Shotgun cho Heckler & Koch - một công ty con của Mỹ để nhập khẩu của Combat Shotgun Benelli M4. Đơn vị đầu tiên được giao cho mẫu súng này là Thủy quân lục chiến Mỹ với số lượng 20.000 khẩu. Trong thời gian thử nghiệm tại Mỹ, khẩu súng này được đặt tên là XM1014 với một số cải tiến, nhưng sau khi thông qua, mẫu súng đã chính thức được đặt tên là M1014, còn được gọi là Benelli M4.

## Thiết kế
M4 có trọng lượng 3,82 kg, độ dài tổng cộng 885 mm với nòng dài 470 mm. Thiết kế khá dài và trơn so với các mẫu shotgun khác. M4 có báng dạng thanh, phần trên và phía cuối có lót cao su đặc giúp phản lực khi bắn ít tác động vào vai và má hơn. Báng súng của nó có thể thu gọn để tiện trọng việc di chuyển.
Hệ thống ngắm tiêu chuẩn của M4 là thước ngắm thép - điểm ruồi, được trang bị 2 điểm phát sáng tự nhiên bằng phosphor, giúp định vị điểm ruồi trong đêm dễ dàng hơn. Ray Picatinny của M4 được làm ở phần trên, giúp M4 có thể dễ dàng gắn thêm các  ống ngắm chuyên dụng. Ngoài ra, M4 cũng có thể được gắn thêm đèn pin hoặc đèn laser để tác chiến vào ban đêm.
M4 là mẫu shotgun nạp đạn bằng khí nén đầu tiên của Benelli. Đặc biệt, M4 được phát triển một cơ cấu trích khí hoàn toàn mới với cơ chế "tự động điều chỉnh khí nén" hay được gọi với tên Argo. Thiết kế trích khí ngắn này sử dụng 2 piston tự làm sạch bằng thép không gỉ nằm ngay trước buồng đạn, do đó loại bỏ các chi tiết không cần thiết như trên các mẫu shotgun khác. Argo chỉ có 4 chi tiết kết hợp lại với nhau: 2 tấm lót đặt đối xứng chứa hai piston nhỏ làm bằng thép không gỉ.
M4 bắn đạn shotgun 12 gauge phổ biến gồm có 12 viên bi chì được nén ở trong viên đạn. Shotgun này cũng được thiết kế để có thể tương thích với các loại đạn có độ dài và sức nén khác nhau. Súng có thể bắn đạn 2,75 hay 3 inch có sức nén cũng như khả năng công phá khác nhau mà không cần có sự thay đổi ở bất kì bộ phận nào. Ngoài ra, trong một số trường hợp, M4 có thể bắn đạn cao su ít khả năng gây chết người. Xạ thủ phải nạp đạn từng viên vào trong thân súng với sức chứa tối đa lên đến 7 viên. Tầm sát thương cao nhất của M4 là 50,2 m. Ở khoảng cách càng gần, sát thương của đạn 12 gauge sẽ được tăng lên càng cao nhờ 12 viên chì có động năng lớn.
Các thử nghiệm của M4 cho thấy nó có độ tin cậy cao. Nó có thể bắn ít nhất 25.000 viên đạn mà không thay thế bất kỳ bộ phận chính nào.

## Các quốc gia sử dụng
- Úc[2]

- Belarus: Được sử dụng bởi Quân đội nội bộ,[3] OMON, Almaz, và nhóm Alpha KGB RB. Nhìn thấy được triển khai tới Minsk bởi Nhóm Alpha, Quân đội nội bộ và các đơn vị OCAM trong cuộc biểu tình Belarus 2020–2021.[4] Nó cũng được phép sử dụng làm vũ khí săn bắn dân sự.[5]
- Bỉ: Được thông qua vào ngày 17 tháng 11 năm 2023 cho các hoạt động chống UAS của Không quân Bỉ.[6]
- Gruzia: Được sử dụng bởi Bộ Nội vụ và lực lượng đặc nhiệm quân sự.[7]
- Cộng hòa Ireland: Được sử dụng bởi các lực lượng đặc biệt và các đơn vị cảnh sát đặc biệt (Đội Kiểm lâm Quân đội, Đơn vị đặc nhiệm do thám, Đơn vị Ứng phó Khẩn cấp, Đơn vị Hỗ trợ Khu vực).[8]
- Libya: Đặt hàng 1.800 khẩu trước Nội chiến Libya lần thứ nhất, Được sử dụng bởi lực lượng đặc biệt.[9]
- Malaysia: Được sử dụng bởi Cục Hải quan Hoàng gia Malaysia.[10]
- Bồ Đào Nha: Được sử dụng bởi Lực lượng vũ trang Bồ Đào Nha.[11]
- Serbia: Được sử dụng bởi Đơn vị đặc nhiệm chống khủng bố.[12]
- Slovakia: Được sử dụng bởi Đơn vị Phòng thủ Đặc biệt và Nhóm Can thiệp.[13]
- Slovenia: Được sử dụng bởi Lực lượng Cảnh sát Quân sự Slovenia.
- Vương quốc Anh: Được sử dụng bởi Lực lượng vũ trang Anh , mã hiệu là L128A1.[14]
- Hoa Kỳ: Được sử dụng bởi Lực lượng vũ trang Hoa Kỳ, mã hiệu là M1014.[15][16] Cũng được sử dụng bởi các đơn vị thực thi pháp luật dân sự và SWAT, chẳng hạn như Sở cảnh sát Los Angeles[17] và và Sở cảnh sát Cambridge.[18]